# Caïman (Q127)
Pour les articles homonymes, voir Caïman.
Le Caïman (Q127) était un sous-marin de la Marine nationale française, qui a servi durant l'entre-deux-guerres et la Seconde Guerre mondiale, de 1927 à 1942.

## Conception